# Robert Hess
Robert Lee Hess (ur. 19 grudnia 1991 w Nowym Jorku) – amerykański szachista, arcymistrz od 2009 roku.

## Kariera szachowa
Kilkukrotnie reprezentował Stany Zjednoczone na mistrzostwach świata juniorów w różnych kategoriach wiekowych, najlepszy wynik osiągając w 2005 w Belfort, gdzie w kategorii do 14 lat zajął V miejsce. W 2006 zdobył w Dallas tytuł mistrza kraju w kategorii do 20 lat, zajął również III m. w kołowym turnieju w Schaumburgu (za Gilberto Hernandezem i Mehmedem Pasaliciem, ale przed m.in. Mironem Szerem).  W 2007 zajął IV m. w Peadbody (za Leonidem Kritzem, Aleksandrem Szabałowem i Deanem Ippolito), natomiast w 2008 podzielił I m. w Mashantucket (turniej Foxwoods Open, wspólnie z Julio Becerrą Rivero, Aleksandrem Iwanowem, Jurijem Szulmanem i Aleksandrem Szabałowem), zdobywając pierwszą normę na tytuł arcymistrza. Kolejne dwie arcymistrzowskie normy zdobył w 2009, w następnym turnieju Foxwoods Open w Mashantucket oraz w Lubbock, gdzie samodzielnie zwyciężył. W tym samym roku odniósł duży sukces, zdobywając w Saint Louis tytuł wicemistrza Stanów Zjednoczonych.
Najwyższy ranking w dotychczasowej karierze osiągnął 1 lipca 2012, z wynikiem 2639 punktów zajmował wówczas 5. miejsce wśród amerykańskich szachistów.